# Мухаммед Кямиль Амр
Мухаммед Кя́миль Амр (род. 1 декабря 1942) — министр иностранных дел Египта с 17 июля 2011 по июль 2013 года.
Мухаммед Камиль Амр родился 1 декабря 1942 года. Окончил Александрийский университет в 1965 году, специализировался в области экономики и политологии.
С 1982 по 1987 год работал советником в египетском представительстве в ООН.
1997—2009 — представитель Египта и ещё 13-ти арабских стран в Совете директоров Всемирного банка.